# Chotutice
Chotutice jsou obec ležící v okrese Kolín asi 18 km západně od Kolína. Jejich katastrální území má rozlohu 384 ha. Obec leží cca 5 km jižně od Peček v těsném sousedství obce Radim, asi 25 km západně od Kolína. Žije zde 474 obyvatel, v roce 2011 zde bylo evidováno 214 adres.
Chotutice je také název katastrálního území o rozloze 3,87 km².

## Historie obce

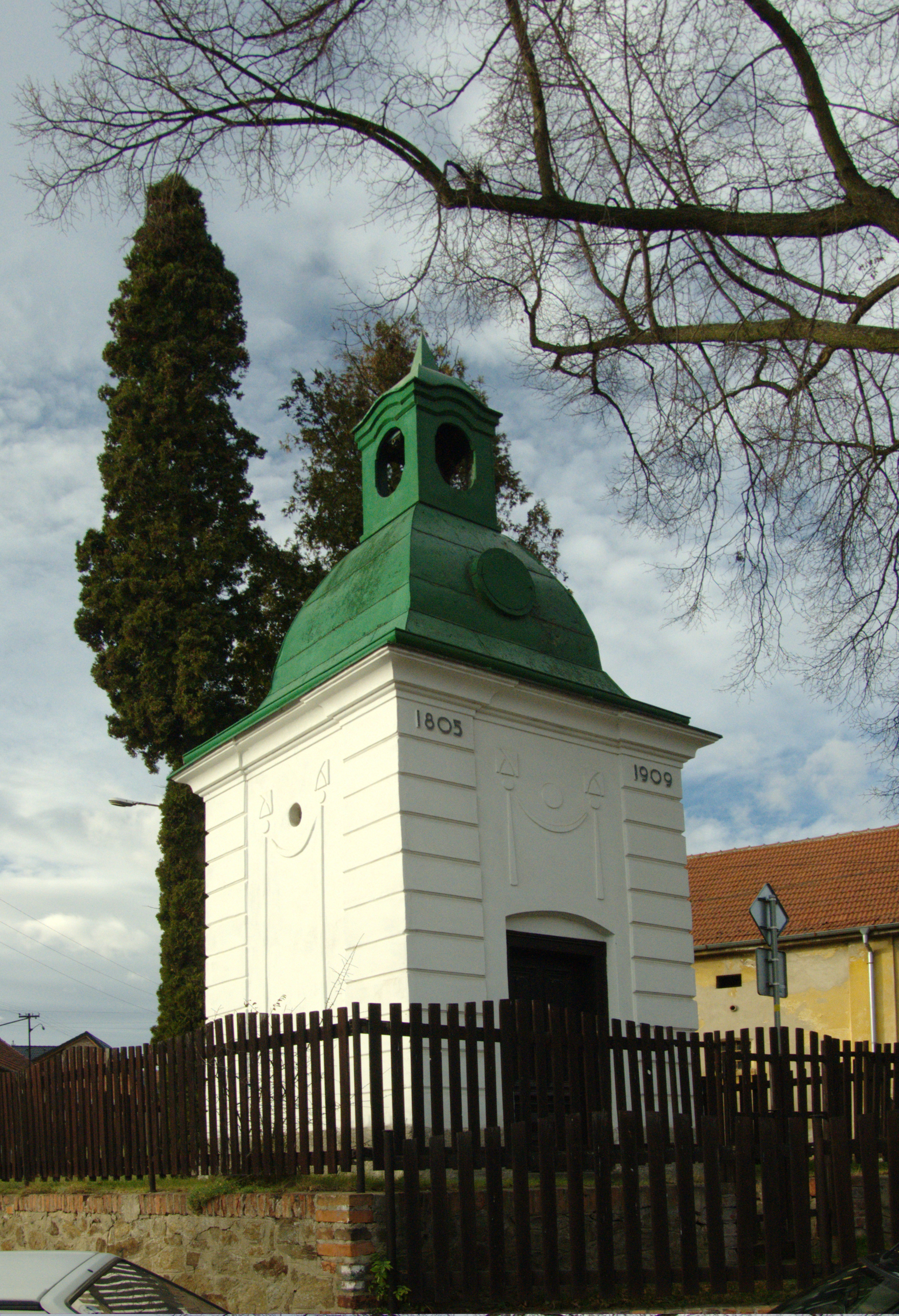
Kaplička v Chotuticích

První historicky doložená zmínka o obci pochází zřejmě z roku 1100. Profesor Antonín Profous vysvětluje vznik názvu vsi tak, že je odvozen od středověkého osobního jména Chotut, stejně jako v případě Chotuce u Nymburka. Znamenalo by to tedy, že tato ves náležela nějakému Chotutovi, nebo že jí založil jakýsi Chotut. Tato teorie je mezi historiky obecně přijímaná. Vedení obce však tvrdí, že název je odvozen z pojmenování ohrad pro chov dobytka, zvaných „ochoty“, používaných ve středověku především v údolích řek. Na základě této teorie pak byl nedávno vytvořen i obecní znak, ve kterém je červený hřebec.
Písemný záznam o obci Chotutice se nachází i v kouřimské městské knize z roku 1416 – "De rapinis Stephani residentis in Chotuticz", týkající se jistého Štěpána, sezením na dvoře v Chotuticích. V té době byla v okolí jen vodní tvrz, později zámek v nedaleké Radimi, se kterou Chotutice sdílely společné osudy po mnoho staletí. Od roku 1541 jsou Chotutice uváděny jako součást radimského panství, ohodnocená při prodeji částkou 1227 zlatých.
Na obecním úřadu v Chotuticích je uložena mapa ze zemského archivu, zachycující podobu obce v roce 1800. V té době měla obec 56 domů a v mapě jsou uvedena i jména obyvatel obce a výměry jejich polí (v korcích). V okolí obce se během staletí odehrála nejedna významná událost, ze kterých nejvýznačnější je patrně bitva u Lipan v roce 1434. Nachází se zde však i připomínky dalších bitev, např. kříž na rozcestí, pocházející z časů sedmileté[zdroj⁠?!] prusko-rakouské války. Přímo v obci se nachází pseudobarokní kaplička pocházející z roku 1805, jejíž sloh však by porušen opravami provedenými v roce 1900. Od té doby se její podoba nezměnila.
Znak obce, na stříbrném štítu děleném černým břevnem vložený červený vzepjatý kůň se zlatou hřívou, ocasem a kopyty, pochází z roku 2002, kdy byl obci spolu s praporem udělen rozhodnutím poslanecké sněmovny Parlamentu ČR.

### Územněsprávní začlenění
Dějiny územněsprávního začleňování zahrnují období od roku 1850 do současnosti. V chronologickém přehledu je uvedena územně administrativní příslušnost obce v roce, kdy ke změně došlo:
- 1850 země česká, kraj Pardubice, politický okres Kolín, soudní okres Kouřim[6]
- 1855 země česká, kraj Čáslav, soudní okres Kouřim
- 1868 země česká, politický okres Kolín, soudní okres Kouřim
- 1939 země česká, Oberlandrat Kolín, politický okres Kolín, soudní okres Kouřim[7]
- 1942 země česká, Oberlandrat Praha, politický okres Kolín, soudní okres Kouřim[8]
- 1945 země česká, správní okres Kolín, soudní okres Kouřim[9]
- 1949 Pražský kraj, okres Kolín[10]
- 1960 Středočeský kraj, okres Kolín
- 2003 Středočeský kraj, obec s rozšířenou působností Kolín

### Rok 1932
Ve vsi Chotutice (685 obyvatel) byly v roce 1932 evidovány tyto živnosti a obchody: Chotutická cihelna, obecní elektrárna, 2 holiči, 3 hostince, kolář, konsum, 2 kováři, krejčí, obchod s obilím, 3 obuvníci, pekař, 7 rolníků, 2 řezníci, sadař, sedlář, 3 obchody se smíšeným zbožím, trafika, 2 truhláři.

## Památky
- Lom u Radimi – přírodní památka
- Stráň u Chroustova – přírodní rezervace

## Doprava
Dopravní síť
- Pozemní komunikace – Obcí prochází silnice III. třídy. Ve vzdálenosti 1,5 km lze najet na silnici II/329 Poděbrady - Pečky - Plaňany.

- Železnice – Obcí Chotutice vede železniční Trať 012 Pečky - Kouřim. Je to jednokolejná regionální trať, zahájení dopravy bylo roku 1882.

Veřejná doprava 2011
- Autobusová doprava – Do obce vede linka Kolín-Nová Ves I-Chotutice (v pracovních dnech 3 spoje) (dopravce Okresní autobusová doprava Kolín, s. r. o.).

- Železniční doprava – Železniční zastávkou Chotutice jezdilo v pracovní dny 14 párů osobních vlaků, o víkendu 9 párů osobních vlaků.